# Wilmore (Kentucky)
Wilmore – miasto w Stanach Zjednoczonych, w stanie Kentucky, w hrabstwie Jessamine.